# Copa Africana de Clubes Campeones 1981
La Copa Africana de Clubes Campeones de 1981 fue la 17.ª edición del torneo de fútbol anual a nivel de clubes organizado por la CAF.
Participaron 31 equipos, los cuales jugaron el torneo con eliminatorias de eliminación directa con partidos de ida y vuelta.
El JE Tizi-Ouzou de Argelia ganó la final, ganando el título por primera ocasión.

## Primera Ronda
| Equipo 1          | Agr.        | Equipo 2            | Ida | Vuelta |
| ----------------- | ----------- | ------------------- | --- | ------ |
| AS Kaloum Star    | 3-1         | Starlight Banjul    | 2-1 | 1-0    |
| MMM               | 2-6         | CD Costa do Sol     | 2-4 | 0-2    |
| Primero de Agosto | 3-5         | AS Vita Club        | 2-2 | 2-3    |
| East End Lions    | 1-2         | Silures             | 1-1 | 0-1    |
| Al-Ahli           | 1-2         | JE Tizi-Ouzou       | 0-0 | 1-2    |
| SEIB Diourbel     | 3-3 (3-4 p) | ASEC Mimosas        | 2-1 | 1-2    |
| Al-Ahly           | 4-2         | Abaluhya FC         | 3-1 | 1-1    |
| OC Agaza          | w/o         | Benfica de Bissau   | 1   |        |
| Asante Kotoko     | 4-1         | Invincible Eleven   | 3-0 | 1-1    |
| Dynamos FC        | 6-1         | Linare FC           | 5-0 | 1-1    |
| Nchanga Rangers   | 5-0         | Mbabane Highlanders | 1-0 | 4-0    |
| Shooting Stars    | 7-3         | Township Rollers    | 7-1 | 0-2    |
| USM Nziami        | 1-1 (4-2 p) | AS Real Bamako      | 1-0 | 0-1    |
| Horseed FC        | w/o         | Simba SC            | 2   |        |
| Nile Breweries FC | 4-1         | USCA Bangui         | 2-1 | 2-03   |

1 el Benfica de Bissau abandonó el torneo. 

2 el Simba FC abandonó el torneo. 

3 el USCA Bangui se retiró antes del 2.º partido.

## Segunda Ronda
| Equipo 1       | Agr. | Equipo 2        | Ida | Vuelta |
| -------------- | ---- | --------------- | --- | ------ |
| Costa do Sol   | 2-6  | Nchanga Rangers | 1-3 | 1-3    |
| Silures        | 3-4  | Vita Club       | 0-1 | 3-3    |
| Horseed        | 1-4  | JE Tizi-Ouzou   | 1-2 | 0-21   |
| Canon Yaoundé  | 1-3  | ASEC Mimosas    | 0-0 | 1-3    |
| Asante Kotoko  | 2-4  | Kaloum Star     | 1-0 | 1-3    |
| Shooting Stars | 1-5  | Dynamos         | 1-2 | 0-3    |
| USM Nziami     | 2-1  | Agaza           | 2-0 | 0-1    |
| Nile Breweries | 2-5  | Al-Ahly         | 2-0 | 0-5    |

1 el FC Horsed abandonó el torneo después del primer partido.

## Cuartos de final
| Equipo 1      | Agr. | Equipo 2        | Ida | Vuelta |
| ------------- | ---- | --------------- | --- | ------ |
| Vita Club     | 4-3  | Nchanga Rangers | 4-1 | 0-2    |
| JE Tizi-Ouzou | 5-2  | Dynamos         | 3-0 | 2-2    |
| Kaloum Star   | 4-2  | ASEC Mimosas    | 2-1 | 2-1    |
| USM Nziami    | 1-4  | Al-Ahly         | 1-1 | 0-3    |

## Semifinales
| Equipo 1      | Agr. | Equipo 2    | Ida | Vuelta |
| ------------- | ---- | ----------- | --- | ------ |
| Vita Club     | 1-0  | Kaloum Star | 1-0 | 0-0    |
| JE Tizi-Ouzou | w/o  | Al-Ahly     | 1   |        |

1 el Al-Ahly fue forzado a abandonar el torneo a raíz de la situación política en Egipto luego del asesinato de Anwar Sadat.

## Final
| Equipo 1      | Agr. | Equipo 2  | Ida | Vuelta |
| ------------- | ---- | --------- | --- | ------ |
| JE Tizi-Ouzou | 5-0  | Vita Club | 4-0 | 1-0    |

## Campeón
| Argelia                 |
| JE Tizi-Ouzou 1º título |